# Semjon Hristoforovič Stavrakov
Semjon Hristoforovič Stavrakov (rusko Семён Христофорович Ставраков), ruski general, * 1763, † 1819.
Bil je eden izmed pomembnejših generalov, ki so se borili med Napoleonovo invazijo na Rusijo; posledično je bil njegov portret dodan v Vojaško galerijo Zimskega dvorca.

## Življenje
Rodil se je v družini ortodoksnih Grkov. 22. oktobra 1783 je kot desetnik vstopil v rusko pehoto. V nadaljnjih bitkah se je odlikoval, tako da je bil 21. aprila 1795 povišan v drugega poročnika zaradi poguma med zavzetjem Prage. 
Leta 1797 je bil odpuščen iz vojske, a je bil še februarja 1799 vpoklican nazaj kot adjutant Suvorova. Sodeloval je v bitkah v Italiji in Švici. Po dosežkih v Napoleonovih vojnah in rusko-turških vojnah je bil 21. novembra 1812 povišan v generalmajorja. 
22. januarja 1816 je postal inšpektor vojaških bolnišnic. 